# Paavo Kastari

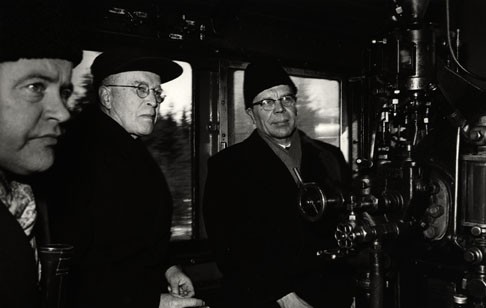
Wäinö Heikkilä, Rainer von Fieandt och Paavo Kastari 1958.

Paavo Kristian Kastari, född den 13 november 1907 i Kuru, Finland, död den 27 april 1991 i Helsingfors, var en finländsk jurist och ämbetsman.

## Biografi
Kastari blev jur. dr 1940 och hade en framstående akademisk karriär vid Helsingfors universitet. Han var 1945–56 biträdande professor i offentlig rätt och var professor i konstutionell och internationell rätt 1956–73. Han var också dekanus vid juridiska fakulteten 1965-66.
Samtidigt med sitt akademiska arbete var Kastari medlem av lagberedningen 1937–54 och chef för underrättelsetjänsten 1939–44 och sedermera riksdagens  justitieombudsman 1950–56.
Kastari var sedan studietiden på 1930-talet nära vän med Urho Kekkonen och var minister i två på varandra följande tjänstemannaregeringar som andre kommunikationsminister 1957–58 och kommunikationsminister 1958.
Han är begravd på Malms begravningsplats i Helsingfors.

### Uppslagsverk
- Bra Böckers lexikon. 1976.
- Kastari, Paavo i Uppslagsverket Finland (webbupplaga, 2012). CC-BY-SA 4.0
- ”Paavo Kastari”. Biografiskt lexikon för Finland. Helsingfors: Svenska litteratursällskapet i Finland. 2008–2011. URN:NBN:fi:sls-4437-1416928957043